# Contea di Junee
La contea di Junee è una Local Government Area che si trova nel Nuovo Galles del Sud. Essa si estende su una superficie di 2.031 chilometri quadrati e ha una popolazione di 6.298 abitanti. La sede del consiglio si trova a Junee.